# Ste. Rose
Ste. Rose es un municipio canadiense situado en la provincia de Manitoba.

## Superficie
Ste. Rose tiene una superficie de 630,04 km².

## Demografía
En 2021, tenía 1591 habitantes, una densidad poblacional de 2,5 hab./km², y 764 viviendas.